# Barbara Pozzobon
Barbara Pozzobon (Maserada sul Piave, 17 settembre 1993) è una nuotatrice italiana, specializzata nel nuoto di fondo.

## Biografia
Da piccola nuotava a Treviso per la società U.S.D. Hydros. È tesserata per il Gruppo Sportivo Fiamme Oro.
Ha rappresentato l'Italia ai Giochi del Mediterraneo sulla spiaggia di Pescara 2015, vincendo la medaglia d'argento nella staffetta mista. Nel febbraio del 2017 vince la prima tappa del FINA Open Water Swimming Grand Prix 2017, sulla distanza di 57 km (da Santa Fe a Coronda). È stata la vincitrice per due edizioni consecutive (2018 e 2019) della Capri-Napoli.
Nel febbraio del 2019 conquista una medaglia d’argento alla 21ª Maratona Acquatica Città di Rosario, seconda tappa del circuito di Coppa del Mondo FINA 2019. Il 7 giugno 2019, nelle acque del lago di Piombino, si laurea campionessa italiana della 25 km di fondo, conquistando così il suo primo titolo a livello nazionale. Nel luglio 2019 partecipa ai mondiali di nuoto, nella gara dei 25 km, concludendo la gara al 13º posto.
Agli europei di Budapest 2020, disputati nel maggio 2021 presso il lago Lupa, ha vinto la medaglia di bronzo nella 25 km, preceduta sul podio dalla tedesca Lea Boy e dalla francese Lara Grangeon. Agli europei di Roma 2022 ha invece ottenuto la medaglia d'argento sempre nella 25 km, alle spalle della francese Caroline Jouisse.
A partire dal 2023, in seguito alla cancellazione della 25 km di fondo dal programma dei mondiali, inizia a competere nelle gare su distanza più breve; ai mondiali di Fukuoka dello stesso anno si classifica al 5º posto nella 5 km per poi conquistare la sua prima medaglia nella competizione, vincendo la staffetta insieme a Ginevra Taddeucci, Gregorio Paltrinieri e Domenico Acerenza.
Nel 2024 prende parte agli europei di Belgrado, dove conclude sul secondo gradino più alto del podio la 10 km (alle spalle solo della tedesca Leonie Beck) e vince l'oro nella 25 km. L'anno successivo vince la medaglia d'argento nella 6 km a squadre ai mondiali di Singapore.

## Palmarès
- Mondiali

Fukuoka 2023: oro nella 6 km a squadre.
Singapore 2025: argento nella 6 km a squadre.
- Europei

Budapest 2020: bronzo nella 25 km.
Roma 2022: argento nella 25 km.
Belgrado 2024: oro nella 25 km, argento nella 10 km
- Giochi del Mediterraneo sulla spiaggia

Pescara 2015: argento nella staffetta mista.